# Musée du sport de Göteborg
Le musée du sport de Göteborg (Idrotts museet) est situé à Göteborg (Suède).